# Elecciones presidenciales de Cabo Verde de 2021
Las elecciones presidenciales de Cabo Verde de 2021 se llevaron a cabo el 17 de octubre de dicho año.

## Contexto
El presidente saliente, Jorge Carlos Fonseca, fue reelegido en octubre de 2016 para un segundo mandato en la primera ronda de votaciones con el 74% de los votos. Después de haber cumplido dos mandatos consecutivos, no puede presentarse a la reelección en 2021.
Las elecciones de 2021 se producen en el contexto de la pandemia de Covid-19. Un total de siete candidaturas son validadas el 25 de agosto por el Tribunal Constitucional. Solo se rechazó la candidatura de Pericles Tavares, por no haber reunido las mil firmas de patrocinio requeridas. Los dos principales partidos caboverdianos, el Partido Africano de la Independencia de Cabo Verde (PAICD) y el Movimiento para la Democracia (MPD) designan respectivamente a José Maria Neves y Carlos Veiga, ambos ex primeros ministros.

## Sistema electoral
El Presidente de la República de Cabo Verde es elegido por mayoría uninominal en dos rondas por un período de cinco años. Desde la enmienda constitucional del 3 de mayo de 2010, el número de mandatos ya no es ilimitado, sino renovable solo una vez consecutivamente. Por lo tanto, un presidente que ya ha cumplido dos mandatos consecutivos debe esperar un mínimo de cinco años para presentarse a las elecciones presidenciales. Este plazo se amplía a diez años en caso de dimisión ya cadena perpetua en caso de alta traición.
Los candidatos deben ser caboverdianos por nacimiento, no tener otras nacionalidades, tener más de 35 años y haber residido en Cabo Verde durante los tres años anteriores a las elecciones. De acuerdo con la constitución, un candidato que ocupe el cargo de presidente, fiscal general o jefe de Estado Mayor de las Fuerzas Armadas suspende el ejercicio de sus funciones desde el anuncio de su candidatura. En el caso de un presidente saliente, el interino lo ejerce el presidente de la Asamblea Nacional.
Cabo Verde tiene la particularidad de autorizar el voto de los ciudadanos residentes en el extranjero, pero limitando el total de sus votos a una quinta parte del total de votos de los caboverdianos residentes en el territorio nacional. Si el total supera este umbral, se convierte en un número igual al umbral para que los votos de los candidatos permanezcan iguales en proporción, antes de sumarse a los votos del territorio nacional.

## Resultados
El candidato del partido de izquierda. PAICV, el ex primer ministro José María Neves, ganó las elecciones presidenciales en la primera vuelta del 17 de octubre, según los resultados preliminares publicados en un sitio web oficial. Obtuvo el 51,6 % de los votos, mayoría absoluta necesaria para ser elegido en primera vuelta.
| Candidatos                | Candidatos                | Partidos                  | Primera vuelta | Primera vuelta |
| Candidatos                | Candidatos                | Partidos                  | Votos          | %              |
| ------------------------- | ------------------------- | ------------------------- | -------------- | -------------- |
|                           | José Maria Neves          | PAICV                     | 95 221         | 51,68          |
|                           | Carlos Veiga              | MPD                       | 78 142         | 42,41          |
|                           | Casimiro de Pina          | Ind.                      | 3321           | 1,80           |
|                           | Fernando Rocha Delgado    | Ind.                      | 2514           | 1,36           |
|                           | Helio Sanches             | Ind.                      | 2112           | 1,15           |
|                           | Gilson Alves              | Ind.                      | 1552           | 0,84           |
|                           | Joaquim Monteiro          | Ind.                      | 1374           | 0,75           |
|                           |                           |                           |                |                |
| Votos válidos             | Votos válidos             | Votos válidos             | 184 236        | 96,89          |
| Votos blancos y nulos     | Votos blancos y nulos     | Votos blancos y nulos     | 5909           | 3,11           |
| Total                     | Total                     | Total                     | 190 145        | 100            |
| Abstención                | Abstención                | Abstención                | 206 220        | 52,03          |
| Inscritos / participación | Inscritos / participación | Inscritos / participación | 396 365        | 47,97          |